# Laghi del Nicaragua

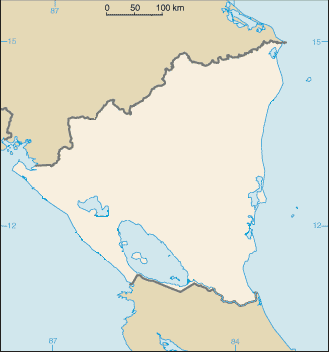
Ubicazione dei più importanti laghi del Nicaragua

La zona orientale del Nicaragua è ricca di laghi che si allungano alle pendici della catena dei Marabios, i vulcani attivi che si trovano lungo la catena montuosa del paese.
I due più grandi laghi del paese formano un bacino idrico unico in quanto, in passato, dovevano essere un'insenatura della costa dell'Oceano Pacifico che si è andata a separare in seguito alle eruzioni e al deposito di materiale lavico. A testimonianza di questa loro natura c'è la fauna ittica che ospita specie marine adattatesi alle acque dolci come il tiburon, uno squalo lungo fino a 3 metri.
I laghi più importanti sono:
1. lago di Nicaragua, detto anche Cocibolca, è vasto 8430 km² (quasi quanto l'Umbria) e per questo è il più grande dell'America Centrale, ricco di isole di origine vulcaniche tra cui i due vulcani Maderas e Concepción sull'isola di Ometepe;
2. lago di Managua, detto anche Xolotlan, è vasto 1042 km² e profondo fino a 30 metri, ha forma circolare per cui si pensa ad un'origine vulcanica, comunica con il precedente mediante il fiume Titi-tapa, collegamento che si interruppe nel 1910 e che è stato riattivato nel 1998 a causa dell'uragano Mitch;
3. Laguna Apoyo, deve il nome alle sue acque salmastre (Alt-poyec), la sua forma circolare lascia supporre che si sia formata in un vecchio cratere vulcanico. Grazie a queste caratteristiche e alle sue acque limpide è ricco di fauna ittica e meta turistica.